# Exangerona unicoloraria
Exangerona unicoloraria là một loài bướm đêm trong họ Geometridae.